# Holt (Missouri)
Holt è un comune degli Stati Uniti d'America, situato nello Stato del Missouri, diviso tra la contea di Clay e la contea di Clinton.

## Record mondiale di accumulo di pioggia
Holt detiene il record mondiale per il più rapido accumulo di precipitazioni in meno di un'ora. Il 22 giugno 1947, in soli 42 minuti, su questa località sono caduti 12 pollici di pioggia (300 mm). 